# キングスピード
キングスピード（1966年3月10日 - 不明）とは日本の競走馬。日本最多障害連勝数10勝をあげた競走馬である1970年啓衆社賞最優秀障害馬受賞。平地競走でも重賞の1969年京都杯を制覇した。

## 経歴
1968年8月10日の小倉でデビューすると、ほぼ休み無く走り続け翌年の皐月賞にも出走歴がある（22着）。その後も毎日杯の2着がある程度の成績であり、京都杯では12頭立ての最低人気であった。しかし、不良馬場を活かしての大逃げで2着アカネテンリュウに9馬身差の圧勝を飾った。続く菊花賞ではハクエイホウらの存在でハナに立てず、3コーナーで一杯になり20着に敗れた。
障害入りしたのは1970年の2月から8月の間であるが、すべて圧勝。10戦10勝の成績を残した。
しかし、脚部不安を発症して長期休養に入り、再び出走する事が無いまま1972年に登録を抹消、地方競馬へ転出した。
その後の消息は不明である。

## エピソード
- 京都杯は東京優駿勝ち馬ダイシンボルガード、同2着のミノル、後の菊花賞馬アカネテンリュウ、翌年の天皇賞（春）馬リキエイカンなどの豪華メンバーだった。
- 1970年8月9日の障害オープンは前年の京都大障碍の勝ち馬ブゼンエイトとのマッチレースで行われ、キングスピードがレコードで快勝している。単勝120円の配当だった。

## 血統表
| キングスピードの血統        | キングスピードの血統                     | キングスピードの血統   | （血統表の出典）    | （血統表の出典） |
| 父系                        | マンノウォー系                           | マンノウォー系         | マンノウォー系      | [ § 2 ]          |
| 父 オートキツ 1953 栃栗毛   | 父の父月友 1932 栗毛                     | Man O' War 1917 栗毛   | Fair Play           | Fair Play        |
| 父 オートキツ 1953 栃栗毛   | 父の父月友 1932 栗毛                     | Man O' War 1917 栗毛   | Mahubah             |                  |
| 父 オートキツ 1953 栃栗毛   | 父の父月友 1932 栗毛                     | *星友 1923             | Sir Martin          | Sir Martin       |
| 父 オートキツ 1953 栃栗毛   | 父の父月友 1932 栗毛                     | *星友 1923             | Colna               |                  |
| 父 オートキツ 1953 栃栗毛   | 父の母トキツカゼ 1944 鹿毛               | *プリメロ 1931 鹿毛    | ブランドフォード    | ブランドフォード |
| 父 オートキツ 1953 栃栗毛   | 父の母トキツカゼ 1944 鹿毛               | *プリメロ 1931 鹿毛    | Athasi              |                  |
| 父 オートキツ 1953 栃栗毛   | 父の母トキツカゼ 1944 鹿毛               | 第五マンナ 1939 黒鹿毛 | *Shian Mor          | *Shian Mor       |
| 父 オートキツ 1953 栃栗毛   | 父の母トキツカゼ 1944 鹿毛               | 第五マンナ 1939 黒鹿毛 | マンナ              |                  |
| 母 クインダービー 1961 栗毛 | 母の父*フルブルーム Full Bloom 1940 鹿毛 | Hyperion 1930 栗毛     | Gainsborough        | Gainsborough     |
| 母 クインダービー 1961 栗毛 | 母の父*フルブルーム Full Bloom 1940 鹿毛 | Hyperion 1930 栗毛     | Selene              |                  |
| 母 クインダービー 1961 栗毛 | 母の父*フルブルーム Full Bloom 1940 鹿毛 | ranai 1925             | Rebelais            | Rebelais         |
| 母 クインダービー 1961 栗毛 | 母の父*フルブルーム Full Bloom 1940 鹿毛 | ranai 1925             | Dark Sedge          |                  |
| 母 クインダービー 1961 栗毛 | 母の母オールクイン 1953 鹿毛             | ウイザート 1947 栗毛   | *Theft              | *Theft           |
| 母 クインダービー 1961 栗毛 | 母の母オールクイン 1953 鹿毛             | ウイザート 1947 栗毛   | 白漣                |                  |
| 母 クインダービー 1961 栗毛 | 母の母オールクイン 1953 鹿毛             | ゼンエイ 1937          | 善祖                | 善祖             |
| 母 クインダービー 1961 栗毛 | 母の母オールクイン 1953 鹿毛             | ゼンエイ 1937          | タイエー            |                  |
| 母系(F-No.)                 | サンダー系(FN:2-h)                       | サンダー系(FN:2-h)     | サンダー系(FN:2-h)  | [ § 3 ]          |
| 5代内の近親交配             | 5代内アウトブリード                      | 5代内アウトブリード    | 5代内アウトブリード | [ § 4 ]          |
| 出典                        | 1. 2. 3. 4.                              | 1. 2. 3. 4.            | 1. 2. 3. 4.         | 1. 2. 3. 4.      |

父のオートキツは1955年の不良馬場で行われた東京優駿を8馬身差で圧勝した名馬であり、重適性の高さも父から受け継いでいる。母のクインダービーも鹿児島産で、2代母のオールクインは宮崎産という生粋の九州血統である。